# GNU bison
bison은 GNU 파서 생성기로 yacc를 개선하고 대체하기 위해 만들어졌다. 이 프로그램 도구는 LALR 방식으로 작성된 문법을 처리하고 해석하여 C코드로 만들어 준다. 흔히 사칙 계산기부터 고도의 프로그래밍 언어까지 다양한 범위의 언어를 만드는데 사용할 수 있다. 문법 정의 프로그램인 lex 또는 flex와 함께 사용되곤 한다. 대부분의 유닉스 배포판과 리눅스에 포함되어 있으며 GPL만 따른다면 비용을 지불할 필요가 없는 자유 소프트웨어이다.

## 같이 보기
- yacc
- lex
- flex